# Alton Welton
Alton Roy Welton, né en mars 1886 et mort en novembre 1958, est un athlète américain spécialiste du marathon. Il participe notamment au marathon de Boston 1908, où il finit neuxième et se qualifie ainsi pour les Jeux olympiques de 1908, à Londres. Au marathon olympique de 1908, il termine finalement quatrième en 2 h 59 min 44 s.
Il est champion de Nouvelle-Angleterre du 5 milles en 1907. Son meilleur temps au marathon est de 2 h 43 min 25 s, établi en 1908.
Après sa carrière sportive, il travaille pour une compagnie de production de fil électrique dont il deviendra le président, jusqu'à prendre sa retraite en 1952. 